# Marta Maccaglia
Marta Maccaglia (Terni, 1983) es una arquitecta italiana radicada en Perú.

## Biografía
Maccaglia nació en Terni, Italia, en 1983. Estudió arquitectura en la Universidad La Sapienza de Roma, donde también obtuvo un magíster en diseño de espacios expositivos. 
En 2011, Maccaglia se mudó a Perú tras postular en el servicio civil italiano con la ONG CPS. para un proyecto en Huaycán. Tres años más tarde fundó la asociación sin fines de lucro Semillas.  Desde entonces ha impartido docencia en la Universidad de Ciencias y Artes de América Latina entre 2015 y 2023 y ha prestado servicios de consultoría al Ministerio de Educación del Perú.
En 2018 recibió el Premio Global de Arquitectura Sostenible junto a los arquitectos Boonserm Premthada, Nina Maritz, la oficina Raumlabor, Frédéric Druot, y los posteriores ganadores del Premio Pritzker 2021, Anne Lacaton y Jean-Philippe Vassal. 
En 2020, Maccaglia fue finalista de los premios AR Emerging Architecture, organizados por la revista The Architectural Review.  Tres años más tarde fue la ganadora de la edición inaugural del Diversity in Architecture Award (Premio DIVIA), un reconocimiento dedicado a las arquitectas que promuevan nuevos "modelos para la nueva generación de arquitectas".

## Enfoque
El trabajo de Marta Maccaglia en Perú se ha enfocado en el diseño de esapcios educativos y espacios públicos con procesos participativos para comunidades indígenas en la Amazonia peruana.
En 2023, el jurado del Premio DIVIA manifestó que "los edificios de Maccaglia responden a las necesidades dinámicas de la comunidad con un enfoque humanista y un compromiso audaz".